# 尖叶美容杜鹃
尖叶美容杜鹃（学名：Rhododendron calophytum var. openshawianum）为杜鹃花科杜鵑花屬下的一个变种。